# Eric Barney
Érico Ricardo Barney, conocido también como Eric Barney, (Oberá, Misiones, 10 de mayo de 1941) es un ingeniero y ex atleta argentino especializado en salto con garrocha. Finalizó cuarto en los Juegos Panamericanos de 1967 y en quinto lugar en los Juegos Panamericanos de 1971. También participó representando al país en los Juegos Olímpicos de México 1968, obteniendo un 17° puesto en ese deporte, con una marca de 4.80 metros.

## Primeros años
Eric y su hermano mellizo Ian nacieron el 10 de mayo de 1941 en la ciudad de Oberá, Misiones. Cursaron la escuela primaria en esa ciudad y luego realizaron sus estudios secundarios en un colegio inglés de Buenos Aires, donde se formaron en la disciplina atlética.
Mientras su hermano se dedicó al lanzamiento de jabalina, Eric practicaba salto en alto, distancias y lanzamientos, y entre los dos arrasaron con los trofeos y títulos estudiantiles.

## Carrera como deportista
Entre sus logros deportivos se destacan tres títulos en Campeonatos Sudamericanos en salto con garrocha: Río de Janeiro (1965), Buenos Aires (1967) y Lima (1971). Además finalizó cuarto en los Juegos Panamericanos de 1967 y en quinto lugar en los Juegos Panamericanos de 1971. Representó a Argentina en los Juegos Olímpicos de México 1968, obteniendo un 17° puesto en ese deporte, con una marca de 4.80 metros.

## Ingeniería y docencia
Entre 1962 y 1968, Eric Barney estudió ingeniería en la Universidad de Buenos Aires, obteniendo el título de Ingeniero Electromecánico con orientación Electricista.
Barney fue uno de los impulsores para que en 1974 fuese creada la Facultad de Ingeniería de la Universidad Nacional de Misiones en la ciudad de Oberá. Fue docente en esta casa de estudios, y entre los años 1990 y 1994 ocupó el cargo de Decano.
Barney es ambientalista y un activo activista en favor de las energías renovables. Se opone firmemente a la construcción de las represas de Garabí y Panambí sobre el río Uruguay.

## Publicaciones
- 2001: Energía eólica en la Argentina. Participación Eric Barney, Revista Hidrored. (Lima, Perú)
- 1997: Guía Metodológica para la Implementación de Pequeños Emprendimientos Hidráulicos. Revista Imagen Número 4. (Facultad de Ingeniería de Oberá)
- 1993: Metodología para la implementación de pequeñas centrales hidráulicas. Participación Eric Barney y Denis Balanguer, Brace Research Center. (Comisión Nacional de Energía Atómica)
- 1986: Metodología de evaluación de alternativas para el suministro eléctrico en áreas rurales. Participación Eric Barney Proyecto RETAIN del IDEE-IDRC-UNAM, financiado por el IDRC (Ottawa, Canadá)
- 1983: Microturbinas hidráulicas en Misiones. Participación Eric Barney, Manual de referencia para la instalación de Microturbinas.

## Homenajes
Existe una reserva natural privada llamada "Ingeniero Eric Barney" que se ubica en el Departamento Oberá, en cercanías del municipio de Campo Ramón. La reserva cuenta con 50 ha y fue creada en el año 2000 por medio del Decreto Provincial n.º 007.